# SAX (index)
De SAX is de beursindex van de beurs van Slowakije, in de hoofdstad Bratislava. De afkorting staat voor Slovenský akciový index, wat Slowaakse Aandelen Index betekent.
De samenstelling van de index wordt bepaald door marktkapitalisatie, het is een zogenoemde marktwaardegewogen index waardoor de grootste bedrijven het zwaarste meewegen in de index. De index begon met een stand van 100 punten op 13 september 1993. De index is eigendom van de beurs van Bratislava, de Bratislava Stock Exchange (BSSE).